# Palaeomolis metacauta
Palaeomolis metacauta là một loài bướm đêm thuộc phân họ Arctiinae, họ Erebidae.